# Spike Slawson
Spike Slawson (Pittsburgh, ...) è un bassista statunitense.
È l'ex bassista del gruppo musicale punk Swingin' Utters ed il cantante della cover band Me First and the Gimme Gimmes.
Dopo aver lavorato come magazziniere alla Fat Wreck Chords, nel 1996 su invito di Fat Mike, si unisce ai Me First and the Gimme Gimmes come cantante e con i quali pubblica 5 album ed un live.
Nel 1999 entra negli Swingin' Utters come bassista al posto di Kevin Wickersham e nel 2006 fonda i Re-Volts.